# 异担子菌亚纲
异担子菌亚纲（Heterobasidiomycetes）或胶质菌（jelly fungi），是真菌下属担子菌门的一类。
异担子菌亚纲的真菌其担子中有分隔，所以也为称为有隔担子亚纲。
此纲包括常见的“黑木耳”、“银耳”等品种。